# Al di là del mistero
Al di là del mistero (The House of Frankenstein), è un film horror del 1944 con Boris Karloff, diretto da Erle C. Kenton e prodotto dalla Universal.

## Trama
Uno scienziato pazzo, con la complicità del suo deforme compagno di cella, fugge di prigione con l'intento di assassinare coloro che precedentemente avevano testimoniato contro di lui.
Durante il suo peregrinare, si imbatte nel Circo degli orrori di Lampini, il quale possiede lo scheletro del conte Dracula. Ucciso Lampini e sostituitosi a lui, risveglia il conte rimuovendo il paletto che ne trafigge il cuore, per farsi aiutare nei suoi scopi. Non resistendo alla sua natura di vampiro, Dracula tenta di vampirizzare una donna, ma, scoperto, è costretto a fuggire mentre il giorno si avvicina, morendo incenerito dai raggi del sole.
Il falso Lampini, giunto al castello Frankenstein, scoprirà i corpi del mostro e di Larry Talbot, l'Uomo Lupo scomparso con la creatura durante uno scontro, e perfettamente conservati nel ghiaccio. Liberati i corpi, tenterà di servirsene per i suoi malvagi scopi, ma la natura buona di Talbot avrà la meglio, inoltre a complicare le cose sarà il tradimento del complice deforme, il quale, innamorato di una bella zingara salvata da maltrattamenti, pretenderà di trasferire il suo cervello nel corpo del bell'Uomo Lupo. Tradito, il complice tenterà di uccidere lo scienziato, ma verrà a sua volta ucciso dal mostro che però, cercando di salvare il suo nuovo padrone dalla folla inferocita, lo farà inghiottire (insieme a egli stesso) dalla palude vicino al villaggio.

## Produzione
Frankenstein contro l'uomo lupo (1943) era stato il primo film nel quale due mostri della Universal si erano ritrovati insieme sugli schermi, ma Al di là del mistero fu il primo vero esempio di crossover tra personaggi della Universal, con la partecipazione contemporanea di più mostri. Stesure iniziali della storia prevedevano il coinvolgimento di ancora più personaggi, inclusi la mummia, la donna ape e l'uomo invisibile. Titoli di lavorazione del film erano Chamber of Horrors e The Devil's Brood.
Questo tipo di approccio "all star", che privilegiò il box office alla coerenza narrativa, fu ripetuto anche nel successivo La casa degli orrori e nel film Il cervello di Frankenstein. Al di là del mistero segnò il debutto di Glenn Strange nel ruolo del mostro. Strange, ex cowboy, era stato un caratterista minore in dozzine di film western a basso budget nei precedenti 15 anni. Egli riprese il ruolo anche in La casa degli orrori e Il cervello di Frankenstein, e cementò la popolarità dell'immagine del mostro di Frankenstein nella cultura popolare. Boris Karloff, che si era spostato dal ruolo del mostro a quello dello scienziato pazzo, diede alcuni consigli a Strange su come interpretare la parte.
L'urlo che accompagna la caduta di Daniel dal tetto è in realtà quella di Karloff, riciclata da una scena de Il figlio di Frankenstein.
La performance di Karloff in questo film è l'ultima sua apparizione nel ciclo horror della Universal.

## Distribuzione
In Italia è stato distribuito al cinema, in seguito in DVD con un diverso titolo La casa di Frankenstein, più fedele all'originale.

## Accoglienza
A. H. Weiler del The New York Times paragonò l'assortimento di mostri presenti nel film a "una squadra di baseball con nove Babe Ruth", e aggiunse: "Solo che questo orribile congresso non colpisce mai duramente; possiede solamente velocità e cambio di ritmo. Come tale, quindi, è destinato a raccogliere più risate che brividi". Variety definì la pellicola "una solida aggiunta per i tossicodipendenti dell'horror" e lodò la performance di J. Carrol Naish. Harrison's Reports descrisse la pellicola "solo un mezzo film horror, più divertente che spaventoso".

## Curiosità
- Nonostante il titolo originale (House of Frankenstein), questo è il primo dei film della serie di "Frankenstein" prodotti dalla Universal in cui non appaiono membri della famiglia Frankenstein, ma solamente il mostro.